# Henri Tiben
Henri Tiben (Ter Apel, 25 juni 1973) is een Nederlandse motorcoureur die bekend staat om zijn prestaties in diverse motorraceseries. Hij begon zijn carrière in de motorsport in de 50cc juniorenklasse en maakte later de overstap naar de 125cc-klasse, waar hij zich onderscheidde door zijn snelheid en vaardigheid. Tiben heeft ook deelgenomen aan Superkart-races, een discipline waarin hoge snelheden en precisie vereist zijn.
Henri Tiben is niet alleen bekend om zijn rijvaardigheden, maar ook om zijn technische kennis. Hij is in staat om bijna alles zelf te maken en te onderhouden aan de motoren waarmee hij racet. Deze hands-on benadering heeft hem geholpen zijn passie voor motorsport te blijven uitoefenen, ondanks de vele uitdagingen die de sport met zich meebrengt.
Het was niet altijd makkelijk voor Tiben om zijn carrière in de motorsport te starten. Zoals veel coureurs in de motorsportwereld, heeft hij moeten omgaan met de hoge kosten die gepaard gaan met racen. Het verkrijgen van de benodigde financiën voor materiaal, reis- en inschrijvingskosten was een constante uitdaging. Desondanks heeft hij zijn doorzettingsvermogen en toewijding altijd behouden en zich weten te handhaven in een sport waar geld vaak een belangrijke factor is.
Henri Tiben is afkomstig uit Ter Apel en heeft zijn passie voor racen doorgegeven aan zijn dochter, Rosenna Tiben, die zelf ook actief is in de motorsport. Rosenna, geboren op 7 juni 2009, rijdt samen met haar vader in de motorsport. Ze oefenen regelmatig samen op de kartbaan in Vledderveen, waar ze haar vaardigheden verder ontwikkelt en haar vader ondersteunt.
Momenteel is Henri Tiben actief in de 50cc Freetech-klasse en de Minigp-klasse, waarin hij zijn ervaring en techniek inzet.
Tiben wordt gewaardeerd om zijn toewijding, zijn technische expertise en zijn lange carrière in de motorsport. Zijn verhaal is een inspiratie voor jongere generaties die zich willen bekwamen in de motorsport, ondanks de financiële en technische obstakels die de sport met zich meebrengt.